# Cartel de Guadalajara
O Cartel de Guadalajara, também conhecido como A Federação, foi um cartel de drogas mexicano formado em 1980 por Miguel Ángel Félix Gallardo, Rafael Caro Quintero e Ernesto Fonseca Carrillo para enviar cocaína e maconha para os Estados Unidos. Está entre os primeiros grupos mexicanos de tráfico de drogas a trabalhar com as máfias colombianas da cocaína, o Cartel de Guadalajara prosperou com o comércio de cocaína. Ao longo da década de 1980, o cartel controlou grande parte do tráfico de drogas no México e nos corredores ao longo da fronteira entre o México e os Estados Unidos. Tinha operações em diversas regiões do México que incluíam os estados de Jalisco, Baja California, Colima, Sonora, Chihuahua e Sinaloa, entre outros. Vários cartéis de drogas modernos (ou seus remanescentes), como os cartéis de Tijuana, Juárez e Sinaloa, começaram originalmente como filiais ou "praças" do Cartel de Guadalajara antes de sua eventual desintegração.

## História e legado
Miguel Ángel Félix Gallardo, ex-policial federal, começou a trabalhar para traficantes de drogas intermediando a corrupção de funcionários do Estado e de seus parceiros no cartel, Rafael Caro Quintero e Ernesto Fonseca Carrillo ("Don Neto"), que anteriormente trabalhou na organização criminosa de Avilés, assumiu o controlo das rotas de tráfico depois de Avilés ter sido morto num tiroteio com agentes da Polícia Judiciária Federal Mexicana. Acredita-se que Avilés foi armado por Fonseca, tesoureiro da quadrilha. Após a implementação da Operação Condor, um programa antidrogas mexicano realizado na década de 1970 para impedir o fluxo de drogas do México para os Estados Unidos, muitos traficantes de drogas do estado de Sinaloa se reagruparam em Guadalajara, Jalisco, para continuar suas operações. O reagrupamento levou à formação do Cartel de Guadalajara, que ocorreria entre 1978 e 1980. O cartel finalmente conseguiu controlar quase todas as operações de tráfico de drogas no México durante a década de 1980.
Grandes plantações de maconha começaram a surgir no início da década de 1980. As primeiras plantações estavam geralmente localizadas em áreas montanhosas remotas, onde eram difíceis de detectar e a irrigação não exigia a perfuração de poços. Os rendimentos eram relativamente baixos, a qualidade variava e o transporte era caro. Estas novas plantações, no entanto, foram semeadas com uma variedade melhorada de maconha, originalmente desenvolvida por cultivadores americanos de cannabis da Califórnia e do Oregon, esta nova variedade passou a ser chamada pelos cultivadores mexicanos de sinsemilla (que significa sem sementes), marcando a primeira vez que o cultivo de maconha sem sementes foi levado a grande escala. Esta variedade mais poderosa e de maior qualidade trouxe preços muito mais elevados nos mercados norte-americanos. Sabe-se que a maconha sem sementes vem de plantas femininas de cannabis que não foram polinizadas por plantas masculinas, portanto a planta deveria, em teoria, investiria mais energia na promoção de canabinoides psicoativos como o THC, em vez de dedicar sua energia à produção de sementes.
Estas novas plantações estavam localizadas em áreas remotas desérticas, onde o transporte era muito mais barato, mas, além disso, enfrentavam vários novos problemas. A produção no deserto exigia a perfuração de poços para irrigação, e o México tinha leis rigorosas que regem a escavação de poços, um problema que acabou por ser resolvido através de subornos massivos. Também foi mais fácil localizar plantações nos desertos áridos; quanto maior a fazenda, mais fácil de detectar. Com o fim dos sobrevoos individuais americanos como parte do programa de erradicação, no entanto, o dinheiro e a intimidação permitiram que as explorações agrícolas crescessem dramaticamente sem serem notificadas oficialmente.
Durante a maior parte da década de 1970 e início da década de 1980, a maior parte da cocaína contrabandeada para os Estados Unidos foi traficada pelos cartéis de drogas colombianos através da Flórida e do Mar do Caribe. No entanto, com o aumento das medidas de aplicação da lei nestas áreas em meados da década de 1980, os chefões da droga colombianos transferiram as suas operações para o México. Juan Matta-Ballesteros foi a principal ligação do Cartel de Guadalajara com os cartéis de cocaína colombianos. Matta apresentou originalmente o antecessor de Felix Gallardo, Alberto Sicilia-Falcon, a Santiago Ocampo do Cartel de Cali, um dos maiores cartéis de drogas colombianos. O Cartel de Guadalajara conseguiu traficar cocaína para os Estados Unidos em remessas de várias toneladas todos os meses. Em vez de receberem pagamentos em dinheiro pelos seus serviços, os contrabandistas do Cartel de Guadalajara receberam uma parte de 50% da cocaína que transportavam da Colômbia. Isto foi extremamente lucrativo para eles, com alguns a estimar que a rede de tráfico, então operada por Felix Gallardo, Ernesto Fonseca Carrillo e Rafael Quintero, arrecadava 5 milhões de dólares anualmente. De acordo com alguns escritores, como Peter Dale Scott, a organização prosperou em grande parte porque gozou da proteção da agência mexicana de inteligência Dirección Federal de Seguridad (DFS), sob o seu chefe Miguel Nazar Haro.
O Cartel de Guadalajara, entretanto, sofreu um grande golpe em 1985, quando o cofundador do grupo, Rafael Caro Quintero, foi capturado e posteriormente condenado pela tortura e assassinato do agente americano da Drug Enforcement Administration (DEA), Enrique "Kiki" Camarena. Camarena era um agente de campo disfarçado que o cartel suspeitava de ter fornecido informações à DEA que levaram à destruição da plantação de maconha de 2.500 acres da organização, conhecida como Rancho Búfalo no estado de Chihuahua em novembro de 1984. As autoridades teriam queimado mais de 10.000 toneladas de maconha – totalizando uma perda de cerca de US$ 160 milhões. Isto supostamente levou Caro Quintero e outros membros de alto escalão do Cartel de Guadalajara a buscar vingança contra a DEA e Camarena. Em retribuição, Camarena e seu piloto Alfredo Zavala Avelar foram sequestrados em Guadalajara em 7 de fevereiro de 1985, em plena luz do dia, por vários oficiais do DFS, levados para uma residência de Quintero localizada na 881 Lope de Vega, na colônia de Jardines del Bosque, em a parte oeste da cidade, brutalmente torturado e assassinado.
Camarena foi interrogado e torturado para obter informações sobre o seu conhecimento das operações de aplicação da lei dirigidas contra o cartel; bem como qualquer informação que a DEA possa ter sobre políticos mexicanos envolvidos no tráfico de drogas. Ao longo da sessão de tortura de mais de 30 horas, o crânio, mandíbula, nariz, maçãs do rosto, traqueia e costelas de Camarena foram quebrados; os sequestradores trouxeram um médico para administrar drogas ao agente para mantê-lo consciente durante toda a sessão. Os sequestradores fizeram gravações de áudio de alguns trechos do interrogatório de Camarena. O golpe final aparentemente foi dado quando os torturadores esmagaram seu crânio com um pedaço de vergalhão ou outro pedaço de metal semelhante. Cerca de um mês depois, os cadáveres de Camarena e Zavala foram levados para o estado vizinho de Michoacán e jogados numa vala à beira da estrada, sendo descobertos em 5 de março de 1985. Caro Quintero deixou o México em 9 de março de 1985, com seus associados e sua namorada Sara Cristina Cosío Gaona. O ex-chefe da Polícia Judiciária mexicana, Armando Pavón Reyes, depois de receber um suborno de US$ 300 mil, teria permitido que Caro Quintero fugisse do Aeroporto Internacional de Guadalajara, em um jato particular, para buscar refúgio na Costa Rica. O delegado foi demitido pouco depois e acusado de suborno e cumplicidade no assassinato de Camarena.
Também foi alegado que Caro Quintero, apenas oito dias antes do sequestro de Camarena, havia ordenado o sequestro, tortura e assassinato do escritor John Clay Walker e do estudante de odontologia Albert Radelat em 30 de janeiro de 1985. Segundo as denúncias, os dois americanos estavam jantando em um restaurante de Guadalajara quando encontraram Caro Quintero e seus homens ao entrarem acidentalmente em uma das festas privadas de Quintero. Diz-se que Caro Quintero ordenou então aos seus homens que prendessem os americanos e os levassem para um armazém, onde foram torturados com picadores de gelo e interrogados. John Walker morreu no local devido a um traumatismo contundente na cabeça. Albert Radelat ainda estava vivo quando foi enrolado em toalhas de mesa, levado a um parque perto da cidade e enterrado. Os corpos dos homens foram encontrados seis meses depois, enterrados no Parque San Isidro Mazatepec, em Zapopan. As autoridades acreditam que Caro Quintero confundiu Walker e Radelat com agentes secretos dos Estados Unidos.
O assassinato do agente Camarena indignou o governo dos Estados Unidos e pressionou o México para prender todos os principais intervenientes no incidente, resultando numa caçada humana de quatro anos que derrubou vários líderes do Cartel de Guadalajara. Os Estados Unidos aplicaram forte pressão política ao governo mexicano durante toda a investigação, chegando ao ponto de fechar vários portos de entrada EUA-México por um período de vários dias. Após a prisão de Rafael Caro Quintero e Ernesto Fonseca Carrillo em abril de 1985 pelo assassinato de Camarena, Félix Gallardo manteve-se discreto e, em 1987, mudou-se com a família para a cidade de Guadalajara. Félix Gallardo decidiu então dividir o comércio que controlava, pois seria mais eficiente e menos provável de ser derrubado de uma só vez. De certa forma, ele estava a privatizar o negócio mexicano da droga, ao mesmo tempo que o mandava de volta à clandestinidade, para ser gerido por chefes menos conhecidos ou ainda não conhecidos pela DEA. Félix Gallardo reuniu os principais narcotraficantes do país em uma casa na cidade turística de Acapulco, onde designou as praças (territórios) ou territórios. Diferentes traficantes receberam uma determinada região onde poderiam traficar drogas para os Estados Unidos e tributar contrabandistas que desejassem transportar mercadorias em seu território. A rota de Tijuana iria para seus sobrinhos, os irmãos Arellano Félix; a rota de Ciudad Juárez iria para a família Carrillo Fuentes, chefiada pelo sobrinho de Fonseca Carrillo, Amado Carrillo Fuentes; Miguel Caro Quintero comandaria o corredor de Sonora; o controle do corredor de Matamoros, Tamaulipas – que então se tornaria o Cartel do Golfo – seria deixado intacto para Juan García Ábrego; enquanto isso, Joaquín "El Chapo" Guzmán Loera e Ismael "El Mayo" Zambada García assumiriam as operações na costa do Pacífico, tornando-se o Cartel de Sinaloa, trazendo de volta o veterano Héctor Luis Palma Salazar; Félix Gallardo ainda planejava supervisionar as operações nacionais, ele tinha os contatos, então ainda era o homem máximo, mas não controlaria mais todos os detalhes do negócio; ele foi preso em 8 de abril de 1989.
Acredita-se também que Amado Carrillo Fuentes já fez parte do Cartel de Guadalajara mas foi enviado para Ojinaga, Chihuahua, para supervisionar os carregamentos de cocaína de seu tio, Ernesto Fonseca Carrillo, e conhecer as operações de fronteira com Pablo Acosta Villarreal, "El Zorro de Ojinaga". Amado era sócio ou parceiro de longa data de Acosta. Durante meados e final da década de 1980, Amado acompanhou Pablo Acosta, Marco DeHaro e Becky Garcia em muitas de suas atividades de contrabando, incluindo o "resgate" de um caminhão de maconha quebrado perto de Lomas de Arena. Através de um esquema de proteção com as agências policiais federais e estaduais mexicanas e com o exército mexicano, Acosta conseguiu garantir a segurança de cinco toneladas de cocaína transportadas mensalmente em turboélice da Colômbia para Ojinaga, às vezes pousando no aeroporto municipal, às vezes em pistas de terra em fazendas rio acima de Ojinaga. Tradicionalmente, Acosta contrabandeava principalmente maconha e heroína, mas no final da vida se concentrou mais na cocaína. Uma vez que Pablo Acosta foi morto em 1987 durante uma operação conjunta transfronteiriça do FBI e da Polícia Federal Mexicana na vila de Santa Elena (Chihuahua), no Rio Grande, e o outro sucessor de Carillo, Rafael Aguilar Guajardo, foi assassinado pelo próprio Amado Carrillo em 1993 em Cancún, Amado Carrillo Fuentes assumiu então o controle total do Cartel de Juárez.
Em 1989, Amado foi preso durante várias semanas no México. A essa altura, ele já havia feito uma cirurgia plástica pelo menos uma vez para alterar sua aparência.
Miguel Ángel Félix Gallardo foi preso no México em 8 de abril de 1989, recebendo prisão domiciliar em 12 de setembro de 2022, onde o presidente mexicano, Andrés Manuel López Obrador, divulgou um comunicado sobre sua transferência. “Não quero que ninguém sofra. Não quero que ninguém fique na prisão”.
Ernesto Fonseca Carrillo foi localizado em Puerto Vallarta pelo Exército Mexicano, em 7 de abril de 1985, sua vila foi cercada e ele se rendeu. Ele foi transferido da prisão para prisão domiciliar em julho de 2016, devido à idade avançada e ao declínio da saúde.
Rafael Caro Quintero foi preso no assentamento de San Simón, no município de Choix de Sinaloa, em 15 de julho de 2022 e posteriormente transferido para o presídio federal de segurança máxima Federal Social Readaptation Center No. 1, também conhecido como “Altiplano”.